# 1974-es Formula–1 világbajnokság
Az 1974-es Formula–1-es szezon volt a 25. FIA Formula–1 világbajnoki szezon. 1974. január 13-ától október 6-áig tartott.
A harmadik világbajnoki címe után visszavonult Jackie Stewart helyére Emerson Fittipaldi, Clay Regazzoni, Jody Scheckter és Niki Lauda pályázott. Az idény a McLaren és a Ferrari izgalmas párharcát hozta, Fittipaldival és Regazzonival az élen. Bár Lauda kilencszer indult a pole-pozícióból, csak két futamot nyert meg.
Márciusban, a Kyalami pályán edzés közben Peter Revson, az utolsó versenyen pedig Helmut Koinigg szenvedett halálos balesetet.
A világbajnoki cím sorsa csak az utolsó versenyen dőlt el, ahova Regazzoni és Fittipaldi pontegyenlőséggel érkezett. Fittipaldi a negyedik helyével megszerezte pályafutása második világbajnoki címét, a McLaren számára pedig az elsőt.
Az 1974-es évad volt az első teljes bajnokság, amelyen futamról futamra minden versenyző állandó rajtszámmal indult (ezt az előző év közepén vezették be).

## Futamok
Az évadnyitó argentin nagydíj időmérő edzésén Regazzoni és Fittipaldi előtt Ronnie Peterson autózta a legjobb időt a Lotusszal. A rajtot követően vezetett is, míg Regazzoni megcsúszott, káoszt okozva ezzel. Fittipaldiba a csapattársa, Mike Hailwood ütközött bele, emiatt két kört veszített, amíg a szerelői az autóját javították. A második helyen haladó James Hunt még az első körben megcsúszott, így a második hely Carlos Reutemanné (Brabham) lett, aki Petersont is megelőzte a harmadik körben, a svéd pedig ráadásul hamarosan kiesett fékprobléma miatt. Ennek eredményeképp két McLaren haladt a második és harmadik helyen: Hailwood és Denny Hulme autói. Aztán Hailwoodot Hulme, Jacky Ickx (Lotus), Lauda és Regazzoni is megelőzte, majd Ickx defektet kapott a verseny közepénél. Hulme az utolsó előtti körben megelőzte a motorproblémával küzdő Reutemannt, akinek végül a leintés előtt elfogyott az üzemanyaga. A versenyt így Hulme nyerte Lauda és Regazzoni előtt.

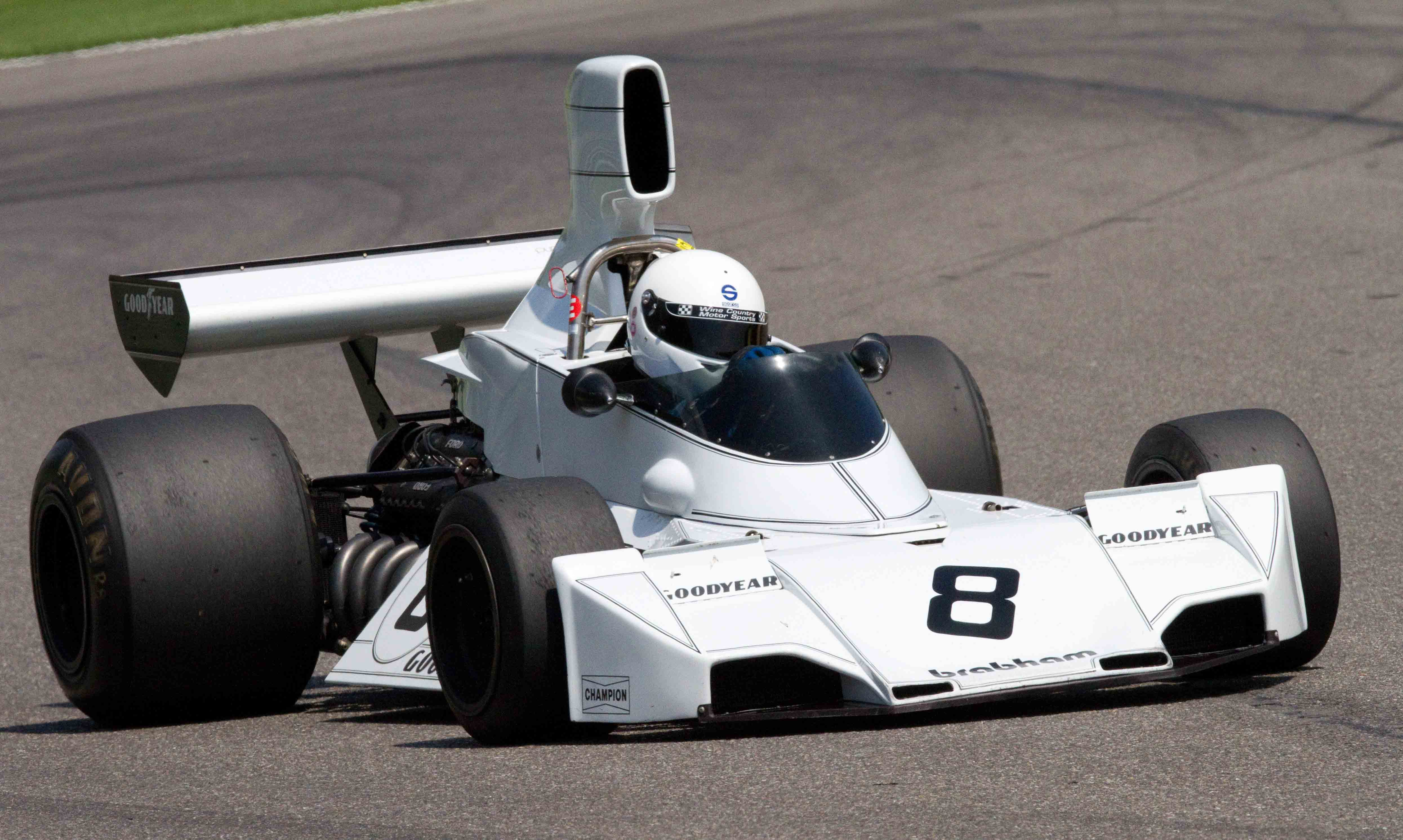
Brabham BT44

Brazíliában Fittipaldi Reutemannt és Laudát megelőzve megszerezte a pole-t. Reutemann az argentínai balszerencséjét követően megszerezte a vezetést a rajtnál, míg másodiknak Peterson jött fel. Reutemann azonban csak rövid ideig vezette a versenyt, a 4. körben Peterson és Fittipaldi is megelőzte. A következő 12 körben e két korábbi csapattárs harcolt, míg a svéd lassúdefektet nem kapott. Fittipaldi ezzel az élre állt, és hazai közönség előtt győzött, míg Petersont többen megelőzték. Regazzoni második, Ickx harmadik lett.
A mezőny két hónapos szünet után Dél-Afrikába érkezett, ahol Laudáé lett a pole. A második helyről José Carlos Pace (Surtees), a harmadikról Arturo Merzario (Iso-Marlboro) indulhatott. Az edzésen Peter Revson autójának meghibásodott az első felfüggesztése, és átrepült a korláton a Shadow-jával. Életét már nem tudták megmenteni.
A verseny rajtja után Lauda megtartotta az első helyet, míg Pace és Merzario hamar hátraesett a mezőnyben. Reutemann viszont feljött másodiknak, a 10. körben pedig Laudát is megelőzte, és a futam hátralévő részében megtartotta az első helyet. Lauda és Regazzoni a verseny végén kiestek, a második így Jean-Pierre Beltoise (BRM) lett, a harmadik Hailwood.

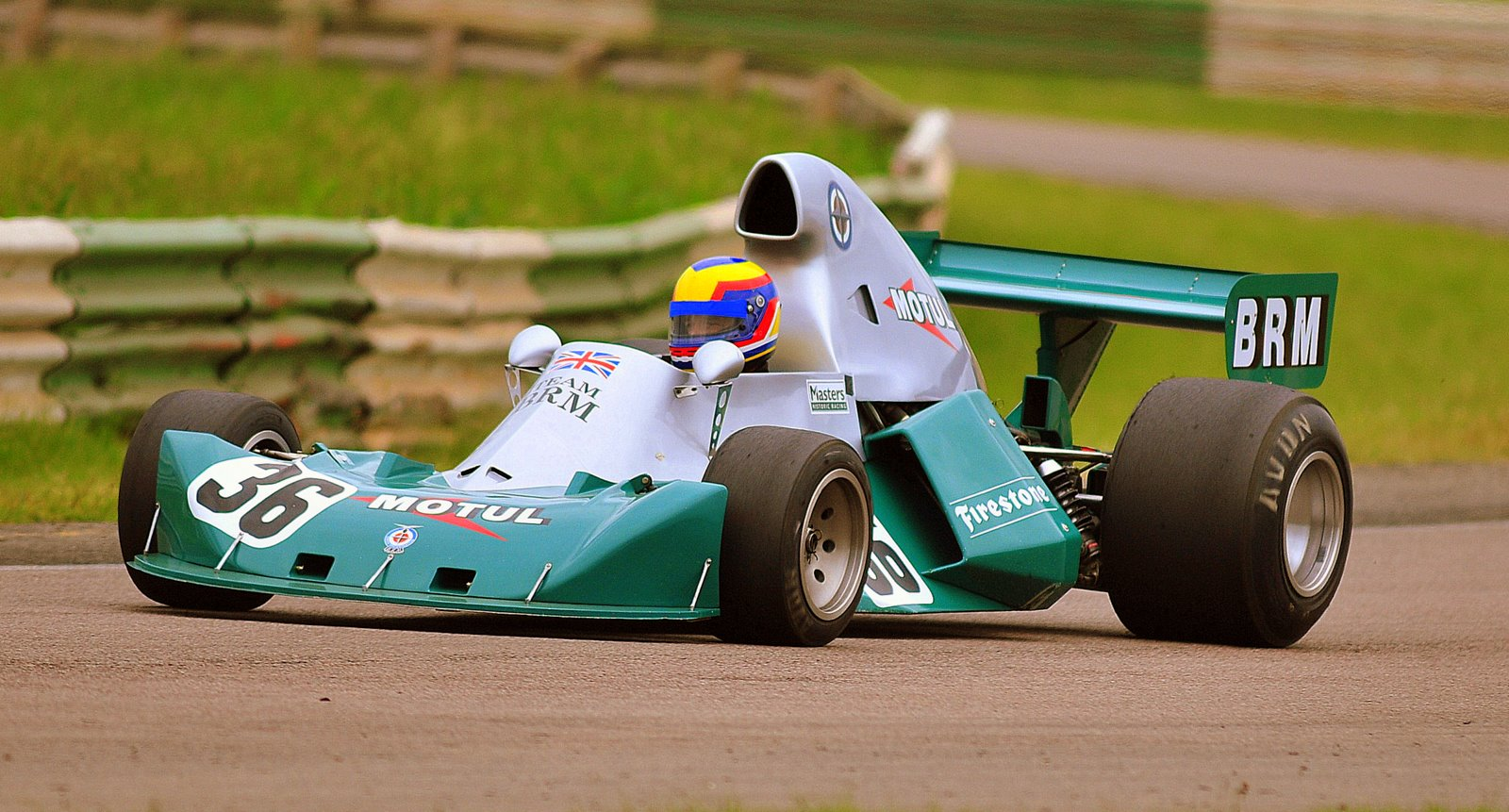
BRM P201

Az első európai verseny a spanyol nagydíj volt. A pole-ból ismét Lauda indult, most Peterson és Regazzoni előtt. A verseny napján a száradó pályán Petersonnak sikerült megelőznie Laudát, majd Regazzoni és Ickx is követte. A Lotusok és Ferrarik harca Peterson motorhibájáig tartott, majd Ickx autójáról leesett egy kerék, miután a belga slickekre váltott a bokszban. Lauda végül megszerezte pályafutása első futamgyőzelmét, Regazzoni második helyének köszönhetően pedig a Ferrari kettős győzelmet aratott. Fittipaldi ért célba a harmadik helyen.
Belgiumban Regazzoninak köszönhetően ismét Ferrari indult az első helyről; Scheckter a második, Lauda a harmadik helyet szerezte meg. A verseny elején Regazzoni vezetett, míg Fittipaldi feljött másodiknak az első kör végére. Később Lauda Schecktert megelőzve a harmadik helyre került, de végül második lett, a futamgyőztes pedig Emerson Fittipaldi, mivel Regazzoni közben egy rosszul sikerült lekörözés miatt a fűre hajtott.

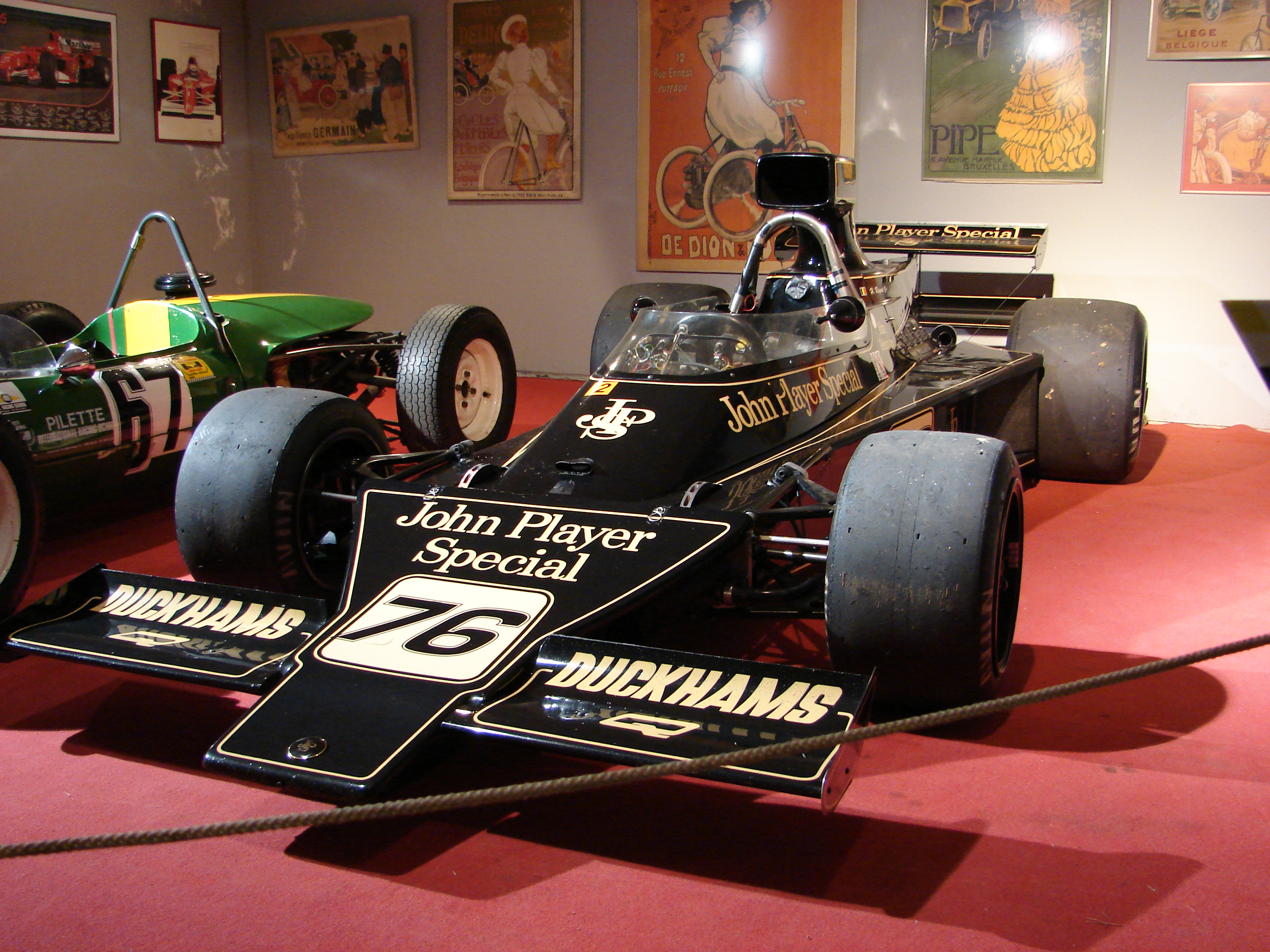
Lotus 76

Monacóban a két ferrarisé: Niki Laudáé és Clay Regazzonié lett az első két rajthely, és eleinte vezették is a versenyt, azonban Regazzoni az élen autózva a Rascasse kanyarban hibázott, és több pozíciót veszített. A verseny során Peterson a Reutemannal való ütközése után a 6. helyről a vezető Lauda mögé küzdötte fel magát, aki gyújtásprobléma miatt a 32. körben kiesett, így Peterson nyerte a 78 körös futamot. Jody Scheckter második, Jean-Pierre Jarier harmadik lett.
Svédországban a két Tyrrell szerezte meg az első sort, sorrendben Patrick Depailler és Jody Scheckter. A Ferrari versenyzői, Niki Lauda és Clay Regazzoni a második sorba kvalifikálták magukat. A rajtnál Scheckter vette át a vezetést, Petersonnak pedig Depailler-t is sikerült megelőznie. Őket Lauda, Regazzoni és Reutemann követte. Ez a sorrend a 9. körig nem változott, akkor azonban Peterson a Lotusa féltengelyének meghibásodása miatt kiállt. A 24. körben Regazzoni váltóhiba miatt kényszerült föladni a versenyt, így a negyedik hely Hunté lett, mivel néhány körrel korábban megelőzte az argentin Reutemannt – aki viszont a 31. körben olajszivárgás miatt kiállt, és Fittipaldi lépett fel az ötödik helyre. Őt Hulme követett, míg az 57. körben el nem törött a felfüggesztése, így a helyét Vittorio Brambilla örökölte. Lauda hátsó felfüggesztése is meghibásodott, ezért az autóját egyre nehezebben tudta vezetni, lehetővé téve az előzést Hunt számára, aki a 66. körben tudott élni ezzel. Néhány körrel később Lauda váltóhiba miatt fel is adta a versenyt. A brit közben üldözőbe vette a Tyrrelleket, de már nem sikerült megelőznie őket. Scheckter így megszerezte pályafutása első futamgyőzelmét, szorosan mögötte Depailler végzett, a dobogó legalsó fokára pedig Hunt állhatott fel. A további pontszerzők Fittipaldi, Jean-Pierre Jarier és Graham Hill voltak.
Hollandiában Lauda megszerezte negyedik pole-ját Regazzoni, Fittipaldi és Hailwood előtt, és a rajttól kezdve vezette is a versenyt, míg Hailwood feljött másodiknak. Regazzoni két körrel később visszavette a második helyet, Hailwood McLarenjét pedig ezután Depailler és Fittipaldi is megelőzte. Végül Lauda győzött Regazzoni előtt, Fittipaldi pedig harmadik lett, miután megelőzte a túlkormányzott autójával küzdő Depailler-t.
Franciaországban is Lauda szerezte meg a pole-t, ezúttal Peterson és Pryce előtt. A rajtnál az első két versenyző megtartotta a helyezését, míg Pryce összeütközött Hunttal és Reutemannal. Mindhárman kiestek, így a harmadik hely Regazzonié lett. Lauda és Peterson harcolt az elsőségért, de később az osztráknak keményebbnek bizonyuló ellenféllel, vibrációval kellett megküzdenie. Peterson így le tudta hagyni versenyzőtársát, és 20 másodperc előnnyel győzött vele szemben. A harmadik Regazzoni lett.

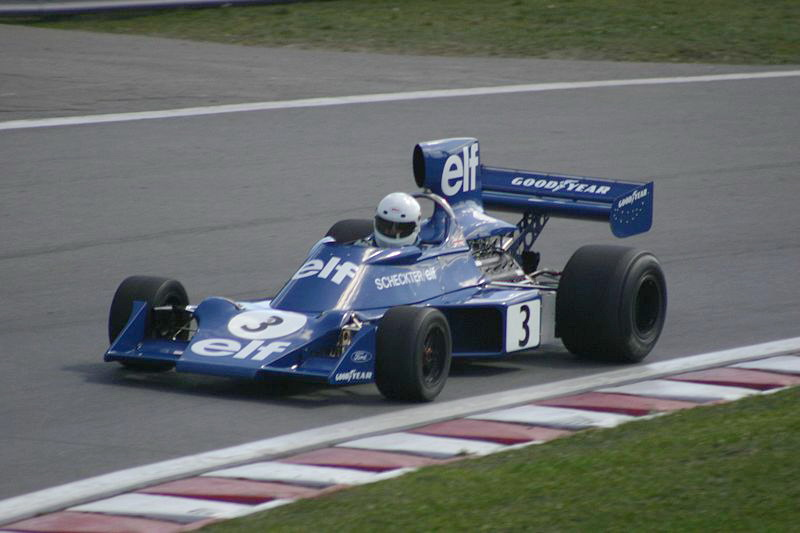
Tyrrell 007

A brit nagydíjon Lauda már szokásosan a pole-ból indult, itt Peterson és Scheckter előtt. A rajtnál az osztrák megtartotta a vezetést, míg Peterson Scheckter és Regazzoni mögé került. Az első négy sorrendje a verseny feléig változatlan maradt, amikor Regazzoni és Peterson kiállt, miután törmeléken hajtottak át. A verseny végén Lauda is defektet kapott, a vezetés Scheckteré lett, aki könnyedén győzött Fittipaldi és Ickx előtt.
A bajnokság kétharmadánál nagyon szoros, négyesélyes verseny alakult ki Lauda, Regazzoni, Fittipaldi és Scheckter között.
A német nagydíjon Lauda–Regazzoni sorrendben a Ferrarié lett az első sor, a másik két bajnoki esélyes a második sorból indult. A rajtnál Regazzoni szerezte meg a vezetést, míg Lauda és Scheckter összeütközött – az osztráknak emiatt véget is ért a verseny. Fittipaldi defektet kapott, ki kellett állnia a bokszba. Regazzoni győzött – így átvette a vezetést a bajnokságban –, Scheckter második, Reutemann harmadik lett.
Lauda a hazai közönsége előtt megszerezte sorozatban az ötödik pole-pozíciót, mögüle Reutemann és Fittipaldi indult. A rajt után Reutemann állt az élre, míg Regazzoni Pace mögé került, de a ferraris hamar visszaelőzte a brazilt. Scheckter, majd ezt követően Lauda és Fittipaldi is kiesett a versenyből, mindhárman motorhiba miatt. Regazzoni a második helyen haladt, amikor lassúdefektet kapott, végül ötödik helyével két pontot szerzett, míg riválisai egyet sem. Reutemanné lett a győzelem, Denny Hulme második, Hunt harmadik lett.

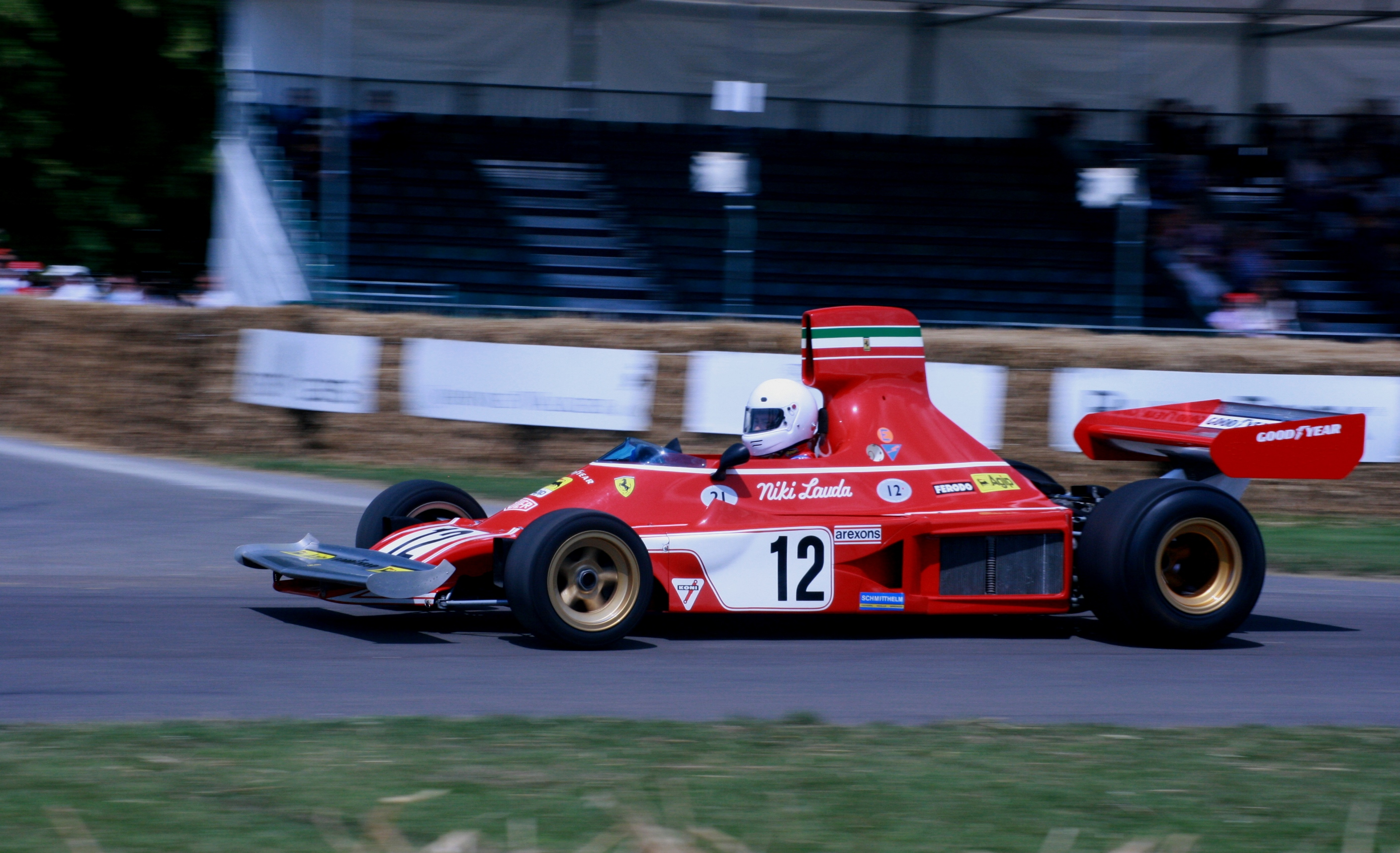
Ferrari 312B3

A Ferrari szurkolóinak örömére Lauda Monzában is az első helyről indulhatott, megelőzve Reutemann és Pace Brabhamjeit. A rajt után az első három versenyző sorrendje nem változott, később azonban Regazzoni feljött a második helyre. Az első két helyen így a Ferrarik haladtak, de Lauda autójából víz  kezdett szivárogni – az osztrák emiatt ki is esett –, ezért Regazzoni került az élre. Tíz körrel később a svájcinak is fel kellett adnia a versenyt motorhiba miatt, így a győzelem Petersoné lett – míg a második hely Fittipaldié, a harmadik pedig Scheckteré.
Az utolsó előtti nagydíjat Kanadában rendezték, ahol Fittipaldi szerezte meg a pole-t, Lauda és Scheckter előtt. A rajtnál Lauda megelőzte brazil vetélytársát, a mezőny élén így a négy világbajnoki esélyes haladt Lauda–Fittipaldi–Scheckter–Regazzoni sorrendben. Később Scheckter összetörte az autóját fékhiba miatt, majd Lauda is balesetet szenvedett, miután törmelékre hajtott (elveszítve ezzel világbajnoki esélyét is). A nyertes Fittipaldi lett Regazzoni és Peterson előtt.
Az utolsó futam előtt Fittipaldi és Regazzoni ugyanannyi ponttal rendelkezett, míg Scheckter 7 ponttal volt lemaradva tőlük.
Az Egyesült Államokban Reutemann szerezte meg a pole-t Hunt előtt, a harmadik helyet pedig Mario Andretti a Parnelli csapat autójával. Scheckter csak a hatodik, Fittipaldi a nyolcadik, míg Regazzoni a kilencedik helyről indult. A rajtnál Andretti állva maradt a rajtrácson, a harmadik helyre Pace jött fel. Mialatt az első három eltávolodott a mezőnytől, Lauda igyekezett feltartani Schecktert és Fittipaldit, hogy segítsen Regazzoninak, aki azonban az autó nehéz vezethetősége miatt egyre hátrébb került a mezőnyben (kétszer is kiállt kereket cserélni, végül több körös hátrányban ért célba). Lauda és Scheckter is kiesett a verseny közepénél, ezáltal Fittipaldi a negyedik helyre jött fel. Pace négy körrel a leintés előtt megelőzte Huntot, így Reutemann mögött célbaérve kettős győzelemhez segítette a Brabham csapatot. Hunt harmadik lett, Fittipaldi a negyedik helyével pedig 1974 világbajnoka, 3 ponttal megelőzve Regazzonit. A konstruktőri versenyt 73 ponttal a McLaren nyerte a Ferrari (65) és a Tyrrell (52) előtt.
A versenyt beárnyékolta az osztrák Helmut Koinigg halála, aki a korlátnak ütközött, (Ami lefejezte a pilótát.) miután defektet kapott a 10. körben.

## Nagydíjak
| #   | Verseny             | Dátum          | Pálya                | Pályarajz | Győztes pilóta     | Győztes csapat | Összefoglaló |
| --- | ------------------- | -------------- | -------------------- | --------- | ------------------ | -------------- | ------------ |
| 236 | argentin nagydíj    | Január 13.     | Oscar Gálvez         |           | Denny Hulme        | McLaren-Ford   | Összefoglaló |
| 237 | brazil nagydíj      | Május 20.      | Interlagos           |           | Emerson Fittipaldi | McLaren-Ford   | Összefoglaló |
| 238 | dél-afrikai nagydíj | Március 30.    | Kyalami              |           | Carlos Reutemann   | Brabham-Ford   | Összefoglaló |
| 239 | spanyol nagydíj     | Április 28.    | Jarama               |           | Niki Lauda         | Ferrari        | Összefoglaló |
| 240 | belga nagydíj       | Május 12.      | Nivelles             |           | Emerson Fittipaldi | McLaren-Ford   | Összefoglaló |
| 241 | monacói nagydíj     | Május 26.      | Monaco               |           | Ronnie Peterson    | Lotus-Ford     | Összefoglaló |
| 242 | svéd nagydíj        | Június 9.      | Scandinavian Raceway |           | Jody Scheckter     | Tyrrell-Ford   | Összefoglaló |
| 243 | holland nagydíj     | Június 23.     | Zandvoort            |           | Niki Lauda         | Ferrari        | Összefoglaló |
| 244 | francia nagydíj     | Július 7.      | Dijon                |           | Ronnie Peterson    | Lotus-Ford     | Összefoglaló |
| 245 | brit nagydíj        | Július 20.     | Brands Hatch         |           | Jody Scheckter     | Tyrrell-Ford   | Összefoglaló |
| 246 | német nagydíj       | Augusztus 4.   | Nürburgring          |           | Clay Regazzoni     | Ferrari        | Összefoglaló |
| 247 | osztrák nagydíj     | Augusztus 18.  | Österreichring       |           | Carlos Reutemann   | Brabham-Ford   | Összefoglaló |
| 248 | olasz nagydíj       | Szeptember 8.  | Monza                |           | Ronnie Peterson    | Lotus-Ford     | Összefoglaló |
| 249 | kanadai nagydíj     | Szeptember 22. | Mosport              |           | Emerson Fittipaldi | McLaren-Ford   | Összefoglaló |
| 250 | amerikai nagydíj    | Október 6.     | Watkins Glen         |           | Carlos Reutemann   | Brabham-Ford   | Összefoglaló |

## A bajnokság végeredménye

### Versenyzők
Pontozás:
| Helyezés | 1. | 2. | 3. | 4. | 5. | 6. | 7.-20. |
| -------- | -- | -- | -- | -- | -- | -- | ------ |
| Pont     | 9  | 6  | 4  | 3  | 2  | 1  | 0      |

| Helyezés | Versenyző             | ARG | BRA | RSA | ESP | BEL | MON | SWE | NED | FRA | GBR | GER | AUT | ITA | CAN | USA | Pontszám |
| -------- | --------------------- | --- | --- | --- | --- | --- | --- | --- | --- | --- | --- | --- | --- | --- | --- | --- | -------- |
| 1        | Emerson Fittipaldi    | 10  | 1   | 7   | 3   | 1   | 5   | 4   | 3   | Ki  | 2   | Ki  | Ki  | 2   | 1   | 4   | 55       |
| 2        | Clay Regazzoni        | 3   | 2   | Ki  | 2   | 4   | 4   | Ki  | 2   | 3   | 4   | 1   | 5   | Ki  | 2   | 11  | 52       |
| 3        | Jody Scheckter        | Ki  | 13  | 8   | 5   | 3   | 2   | 1   | 5   | 4   | 1   | 2   | Ki  | 3   | Ki  | Ki  | 45       |
| 4        | Niki Lauda            | 2   | Ki  | 16  | 1   | 2   | Ki  | Ki  | 1   | 2   | 5   | Ki  | Ki  | Ki  | Ki  | Ki  | 38       |
| 5        | Ronnie Peterson       | 13  | 6   | Ki  | Ki  | Ki  | 1   | Ki  | 8   | 1   | 10  | 4   | Ki  | 1   | 3   | Ki  | 35       |
| 6        | Carlos Reutemann      | 7   | 7   | 1   | Ki  | Ki  | Ki  | Ki  | 12  | Ki  | 6   | 3   | 1   | Ki  | 9   | 1   | 32       |
| 7        | Denny Hulme           | 1   | 12  | 9   | 6   | 6   | Ki  | Ki  | Ki  | 6   | 7   | Ki  | 2   | 6   | 6   | Ki  | 20       |
| 8        | James Hunt            | Ki  | 9   | Ki  | 10  | Ki  | Ki  | 3   | Ki  | Ki  | Ki  | Ki  | 3   | Ki  | 4   | 3   | 15       |
| 9        | Patrick Depailler     | 6   | 8   | 4   | 8   | Ki  | 9   | 2   | 6   | 8   | Ki  | Ki  | Ki  | 11  | 5   | 6   | 14       |
| 10       | Jacky Ickx            | Ki  | 3   | Ki  | Ki  | Ki  | Ki  | Ki  | 11  | 5   | 3   | 5   | Ki  | Ki  | 13  | Ki  | 12       |
| 11       | Mike Hailwood         | 4   | 5   | 3   | 9   | 7   | Ki  | Ki  | 4   | 7   | Ki  | 15  |     |     |     |     | 12       |
| 12       | Carlos Pace           | Ki  | 4   | 11  | 13  | Ki  | Ki  | Ki  |     | NK  | 9   | 12  | Ki  | 5   | 8   | 2   | 11       |
| 13       | Jean-Pierre Beltoise  | 5   | 10  | 2   | Ki  | 5   | Ki  | Ki  | Ki  | 10  | 12  | Ki  | Ki  | Ki  | HN  | NK  | 10       |
| 14       | Jean-Pierre Jarier    | Ki  | Ki  |     | Ki  | 13  | 3   | 5   | Ki  | 12  | Ki  | 8   | 8   | Ki  | Ki  | 10  | 6        |
| 15       | John Watson           | 12  | Ki  | Ki  | 11  | 11  | 6   | 11  | 7   | 16  | 11  | Ki  | 4   | 7   | Ki  | 5   | 6        |
| 16       | Hans-Joachim Stuck    | Ki  | Ki  | 5   | 4   | Ki  | Ki  |     | Ki  | NK  | Ki  | 7   | 11  | Ki  | Ki  | NK  | 5        |
| 17       | Arturo Merzario       | Ki  | Ki  | 6   | Ki  | Ki  | Ki  |     | Ki  | 9   | Ki  | Ki  | Ki  | 4   | Ki  | Ki  | 4        |
| 18       | Graham Hill           | Ki  | 11  | 12  | Ki  | 8   | 7   | 6   | Ki  | 13  | 13  | 9   | 12  | 8   | 14  | 8   | 1        |
| 19       | Tom Pryce             |     |     |     |     | Ki  |     |     | Ki  | Ki  | 8   | 6   | Ki  | 10  | Ki  | HN  | 1        |
| 20       | Vittorio Brambilla    |     |     | 10  |     | 9   | Ki  | 10  | 10  | 11  | Ki  | 13  | 6   | Ki  | NK  | Ki  | 1        |
| 21       | Guy Edwards           | 11  | Ki  |     | NK  | 12  | 8   | 7   | Ki  | 15  |     | NK  |     |     |     |     | 0        |
| 22       | David Hobbs           |     |     |     |     |     |     |     |     |     |     |     | 7   | 9   |     |     | 0        |
| 23       | Jochen Mass           | Ki  | 17  | Ki  | Ki  | Ki  |     | Ki  | Ki  | Ki  | 14  | Ki  |     |     | 16  | 7   | 0        |
| 24       | Brian Redman          |     |     |     | 7   | 18  | Ki  |     |     |     |     |     |     |     |     |     | 0        |
| 25       | Mario Andretti        |     |     |     |     |     |     |     |     |     |     |     |     |     | 7   | Kiz | 0        |
| 26       | Howden Ganley         | 8   | Ki  |     |     |     |     |     |     |     | NK  | NK  |     |     |     |     | 0        |
| 27       | Tom Belsø             |     |     | Ki  | NK  |     |     | 8   |     |     | NK  |     |     |     |     |     | 0        |
| 28       | Rikky von Opel        |     |     |     | Ki  | Ki  | NK  | 9   | 9   | NK  |     |     |     |     |     |     | 0        |
| 29       | Henri Pescarolo       | 9   | 14  | 18  | 12  | Ki  | Ki  | Ki  | Ki  | Ki  | Ki  | 10  |     | Ki  |     |     | 0        |
| 30       | Chris Amon            |     |     |     | Ki  |     |     |     |     |     |     | NK  |     | NK  | HN  | 9   | 0        |
| 31       | Dieter Quester        |     |     |     |     |     |     |     |     |     |     |     | 9   |     |     |     | 0        |
| 32       | Tim Schenken          |     |     |     | 14  | 10  | Ki  |     | NK  |     | Ki  | Nk  | 10  | Ki  |     | Kiz | 0        |
| 33       | Helmuth Koinigg       |     |     |     |     |     |     |     |     |     |     |     | NK  |     | 10  | Ki  | 0        |
| 34       | Rolf Stommelen        |     |     |     |     |     |     |     |     |     |     |     | Ki  | Ki  | 11  | 12  | 0        |
| 35       | Derek Bell            |     |     |     |     |     |     |     |     |     | Nk  | 11  | Nk  | NK  | NK  |     | 0        |
| 36       | Mark Donohue          |     |     |     |     |     |     |     |     |     |     |     |     |     | 12  | Ki  | 0        |
| 37       | Ian Scheckter         |     |     | 13  |     |     |     |     |     |     |     |     | NK  |     |     |     | 0        |
| 38       | François Migault      | Ki  | 16  | 15  | Ki  | 16  | Ki  |     | Ki  | 14  | HN  | NK  |     | Ki  |     |     | 0        |
| 39       | Ian Ashley            |     |     |     |     |     |     |     |     |     |     | 14  | HN  |     | NK  | NK  | 0        |
| 40       | Gijs van Lennep       |     |     |     |     | 14  |     |     | NK  |     |     |     |     |     |     |     | 0        |
| 41       | Eddie Keizan          |     |     | 14  |     |     |     |     |     |     |     |     |     |     |     |     | 0        |
| 42       | Richard Robarts       | Ki  | 15  | 17  |     |     |     | NK  |     |     |     |     |     |     |     |     | 0        |
| 43       | Vern Schuppan         |     |     |     |     | 15  | Ki  | Ki  | Kiz | NK  | NK  | Ki  |     |     |     |     | 0        |
| 44       | Jacques Laffite       |     |     |     |     |     |     |     |     |     |     | Ki  | HN  | Ki  | 15  | Ki  | 0        |
| 45       | Teddy Pilette         |     |     |     |     | 17  |     |     |     |     |     |     |     |     |     |     | 0        |
| 46       | Dave Charlton         |     |     | 19  |     |     |     |     |     |     |     |     |     |     |     |     | 0        |
| —        | Peter Revson          | Ki  | Ki  |     |     |     |     |     |     |     |     |     |     |     |     |     | 0        |
| —        | Leo Kinnunen          |     |     |     |     | NK  |     | Ki  |     | NK  | Nk  |     | NK  | NK  |     |     | 0        |
| —        | Mike Wilds            |     |     |     |     |     |     |     |     |     | NK  |     | NK  | NK  | NK  | HN  | 0        |
| —        | Gérard Larrousse      |     |     |     |     | Ki  |     |     |     | NK  |     |     |     |     |     |     | 0        |
| —        | Paddy Driver          |     |     | Ki  |     |     |     |     |     |     |     |     |     |     |     |     | 0        |
| —        | Reine Wisell          |     |     |     |     |     |     | Ki  |     |     |     |     |     |     |     |     | 0        |
| —        | Bertil Roos           |     |     |     |     |     |     | Ki  |     |     |     |     |     |     |     |     | 0        |
| —        | Peter Gethin          |     |     |     |     |     |     |     |     |     | Ki  |     |     |     |     |     | 0        |
| —        | Eppie Wietzes         |     |     |     |     |     |     |     |     |     |     |     |     |     | Ki  |     | 0        |
| —        | José Dolhem           |     |     |     |     |     |     |     |     | NK  |     |     |     | NK  |     | Vi  | 0        |
| —        | Jean-Pierre Jabouille |     |     |     |     |     |     |     |     | NK  |     |     | NK  |     |     |     | 0        |
| —        | John Nicholson        |     |     |     |     |     |     |     |     |     | NK  |     |     |     |     |     | 0        |
| —        | Lella Lombardi        |     |     |     |     |     |     |     |     |     | NK  |     |     |     |     |     | 0        |
| —        | Larry Perkins         |     |     |     |     |     |     |     |     |     |     | NK  |     |     |     |     | 0        |
| —        | Carlo Facetti         |     |     |     |     |     |     |     |     |     |     |     |     | NK  |     |     | 0        |
| —        | David Purley          |     |     |     |     |     |     |     |     |     | NK  |     |     |     |     |     | 0        |
| Helyezés | Versenyző             | ARG | BRA | RSA | ESP | BEL | MON | SWE | NED | FRA | GBR | GER | AUT | ITA | CAN | USA | Pontszám |

### Konstruktőrök
| Helyezés | Gyártó            | Model       | Motor             | Gumi | Győzelmek | Dobogó | Első rh. | Leggy. kör | Pont   |
| -------- | ----------------- | ----------- | ----------------- | ---- | --------- | ------ | -------- | ---------- | ------ |
| 1        | McLaren-Ford      | M23         | Ford Cosworth DFV | G    | 4         | 10     | 2        | 1          | 73(75) |
| 2        | Ferrari           | 312B3       | Ferrari 001/11    | G    | 3         | 12     | 10       | 6          | 65     |
| 3        | Tyrrell-Ford      | 005 006 007 | Ford Cosworth DFV | G    | 2         | 7      | 1        | 3          | 52     |
| 4        | Lotus-Ford        | 72E 76      | Ford Cosworth DFV | G    | 3         | 6      | 1        | 2          | 42     |
| 5        | Brabham-Ford      | BT42 BT44   | Ford Cosworth DFV | G    | 3         | 5      | 1        | 3          | 35     |
| 6        | Hesketh-Ford      | 308         | Ford Cosworth DFV | G    | 0         | 3      | 0        | 0          | 15     |
| 7        | BRM               | P160E P201  | BRM P142          | G    | 0         | 1      | 0        | 0          | 10     |
| 8        | Shadow-Ford       | DN1 DN3     | Ford Cosworth DFV | G    | 0         | 1      | 0        | 0          | 7      |
| 9        | March-Ford        | 741         | Ford Cosworth DFV | G    | 0         | 0      | 0        | 0          | 6      |
| 10       | Iso Marlboro-Ford | FW IR       | Ford Cosworth DFV | G    | 0         | 0      | 0        | 0          | 4      |
| 11       | Surtees-Ford      | TS16        | Ford Cosworth DFV | G    | 0         | 0      | 0        | 0          | 3      |
| 12       | Lola-Ford         | T370        | Ford Cosworth DFV | G    | 0         | 0      | 0        | 0          | 1      |
| -        | Token-Ford        | RJ02        | Ford Cosworth DFV | G    | 0         | 0      | 0        | 0          | 0      |
| -        | Trojan-Ford       | T103        | Ford Cosworth DFV | G    | 0         | 0      | 0        | 0          | 0      |
| -        | Team Penske-Ford  | PC1         | Ford Cosworth DFV | G    | 0         | 0      | 0        | 0          | 0      |
| -        | Parnelli-Ford     | VPJ4        | Ford Cosworth DFV | G    | 0         | 0      | 0        | 0          | 0      |
| -        | Lyncar-Ford       | 006         | Ford Cosworth DFV | G    | 0         | 0      | 0        | 0          | 0      |
| -        | Ensign-Ford       | N173 N174   | Ford Cosworth DFV | G    | 0         | 0      | 0        | 0          | 0      |
| -        | Amon-Ford         | AF1         | Ford Cosworth DFV | G    | 0         | 0      | 0        | 0          | 0      |
| -        | Maki-Ford         | F101        | Ford Cosworth DFV | G    | 0         | 0      | 0        | 0          | 0      |